# فهرست سرزمین‌هایی که انگلیسی یک زبان رسمی در آنجا است

پرچم کشورهای انگلیسی زبان

این فهرست شامل کشورهایی است که زبان انگلیسی در آن‌ها زبان رسمی است. البته در برخی، انگلیسی، تنها زبان رسمی نیست و زبان‌های دیگری هم وجود دارد. زبان انگلیسی به سبب گسترش استعمار بریتانیا در بسیاری از کشورهای جهان گسترش یافته‌است. پیش‌بینی می‌شود تا سال 2050، نیمی از جمعیت جهان کمابیش مهارت سخن گفتن به این زبان را پیدا کنند.

## سرزمین‌های مستقل

کشورهایی که انگلیسی در آن‌ها زبان رسمی است. (دفاکتو یا دوژور)
زبان رسمی اکثریت
یکی از دو زبان رسمی اکثریت
زبان رسمی اقلیت

| #  | کشور                   | منطقه                | جمعیت1        | زبان اصلی؟                                                        |
| -- | ---------------------- | -------------------- | ------------- | ----------------------------------------------------------------- |
| ۱  | آنتیگوآ و باربودا      | کارائیب              | ۸۵٬۰۰۰        | آری                                                               |
| ۲  | باهاما                 | کارائیب              | ۳۳۱٬۰۰۰       | آری                                                               |
| ۳  | باربادوس               | کارائیب              | ۲۹۴٬۰۰۰       | آری                                                               |
| ۴  | بلیز                   | آمریکای مرکزی        | ۲۸۸٬۰۰۰       | آری                                                               |
| ۵  | بوتسوانا               | آفریقا               | ۱٬۸۸۲٬۰۰۰     | نه                                                                |
| ۶  | بوروندی                | آفریقا               | ۱۰٬۱۱۴٬۵۰۵    | نه                                                                |
| ۷  | کامرون                 | آفریقا               | ۲۲٫۵۳۴٫۵۳۲    | نه                                                                |
| ۸  | کانادا                 | آمریکای شمالی        | ۳۵٫۹۸۵٫۷۵۱    | آری                                                               |
| ۹  | جزایر کوک14            | اقیانوسیه            | ۲۰٫۰۰۰        | آری                                                               |
| ۱۰ | دومینیکا               | کارائیب              | ۷۳٫۰۰۰        | آری                                                               |
| ۱۱ | ایالات فدرال میکرونزی  | اقیانوسیه            | ۱۱۰٫۰۰۰       | نه                                                                |
| ۱۲ | فیجی                   | اقیانوسیه            | ۸۲۸٫۰۰۰       | نه                                                                |
| ۱۳ | گامبیا                 | آفریقا               | ۱٫۷۰۹٫۰۰۰     | نه                                                                |
| ۱۴ | غنا                    | آفریقا               | ۲۷٫۰۰۰٫۰۰۰    | آری (به‌عنوان زبان میانجی کاربرد دارد)                             |
| ۱۵ | گرنادا                 | کارائیب              | ۱۰۶٫۰۰۰       | آری                                                               |
| ۱۶ | گویان                  | آمریکای جنوبی        | ۷۲۸٫۰۰۰       | آری                                                               |
| ۱۷ | هند                    | آسیا                 | ۱٫۲۴۷٫۵۴۰٫۰۰۰ | نه (کاربرد در تحصیل)                                              |
| ۱۸ | جمهوری ایرلند          | اروپا                | ۴٫۵۸۱٫۰۰۰     | آری                                                               |
| ۱۹ | جامائیکا               | کارائیب              | ۲٫۷۱۴٫۰۰۰     | آری                                                               |
| ۲۰ | کنیا                   | آفریقا               | ۴۵٫۰۱۰٫۰۵۶    | بلی (کابرد در تجارت و تحصیل)                                      |
| ۲۱ | کیریباتی               | اقیانوسیه            | ۹۵٫۰۰۰        | نه                                                                |
| ۲۲ | لسوتو                  | آفریقا               | ۲٫۰۰۸٫۰۰۰     | نه                                                                |
| ۲۳ | لیبریا                 | آفریقا               | ۳٬۷۵۰٬۰۰۰     | نه (اقلیت مردم انگلیسی سخن می‌گویند)                               |
| ۲۴ | مالاوی                 | آفریقا               | ۱۶٬۴۰۷٬۰۰۰    | نه                                                                |
| ۲۵ | مالت                   | اروپا                | ۴۳۰٬۰۰۰       | نه (ولی رسمی و آموزشی)                                            |
| ۲۶ | جزایر مارشال           | اقیانوسیه            | ۵۹٬۰۰۰        | نه                                                                |
| ۲۷ | موریس                  | آفریقا / اقیانوس هند | ۱٬۲۶۲٬۰۰۰     | نه                                                                |
| ۲۸ | نامیبیا                | آفریقا               | ۲٬۰۷۴٬۰۰۰     | نه (استفاده به‌عنوان زبان میانجی)                                  |
| ۲۹ | نائورو                 | اقیانوسیه            | ۱۰٬۰۰۰        | نه                                                                |
| ۳۰ | نیجریه                 | آفریقا               | ۱۸۲٬۲۰۲٬۰۰۰   | بلی (استفاده به‌عنوان زبان میانجی)                                 |
| ۳۱ | نیووی14                | اقیانوسیه            | ۱٬۶۰۰         | نه                                                                |
| ۳۲ | پاکستان                | آسیا                 | ۱۹۹٬۰۸۵٬۸۴۷   | نه (ولی رسمی و آموزشی)                                            |
| ۳۳ | پالائو                 | اقیانوسیه            | ۲۰٬۰۰۰        | نه                                                                |
| ۳۴ | پاپوآ گینه نو          | اقیانوسیه            | ۷٬۰۵۹٬۶۵۳     | نه                                                                |
| ۳۵ | فیلیپین                | آسیا                 | ۱۰۲٬۸۸۵٬۱۰۰   | نه (ولی رسمی و آموزشی)                                            |
| ۳۶ | رواندا                 | آفریقا               | ۱۱٬۲۶۲٬۵۶۴    | نه (ولی رسمی و آموزشی)                                            |
| ۳۷ | سنت کیتس و نویس        | حوزه دریای کارائیب   | ۵۰٬۰۰۰        | بلی                                                               |
| ۳۸ | سنت لوسیا              | حوزه دریای کارائیب   | ۱۶۵٬۰۰۰       | بلی                                                               |
| ۳۹ | سنت وینسنت و گرنادین‌ها | حوزه دریای کارائیب   | ۱۲۰٬۰۰۰       | بلی                                                               |
| ۴۰ | ساموآ                  | اقیانوسیه            | ۱۸۸٬۰۰۰       | نه                                                                |
| ۴۱ | سیشل                   | آفریقا / اقیانوس هند | ۸۷٬۰۰۰        | نه                                                                |
| ۴۲ | سیرالئون               | آفریقا               | ۶٬۱۹۰٬۲۸۰     | بلی                                                               |
| ۴۳ | سنگاپور                | آسیا                 | ۵٬۴۶۹٬۷۰۰     | نه (ولی رسمی و آموزشی)                                            |
| ۴۴ | جزایر سلیمان           | اقیانوسیه            | ۵۰۷٬۰۰۰       | نه                                                                |
| ۴۵ | آفریقای جنوبی          | آفریقا               | ۵۴٬۹۵۶٬۹۰۰    | نه (ولی رسمی است؛ آموزش داده می‌شود و زبان میانجی اقتصاد رسمی است) |
| ۴۶ | سودان جنوبی            | آفریقا               | ۱۲٬۳۴۰٬۰۰۰    | نه                                                                |
| ۴۷ | سودان                  | آفریقا               | ۴۰٬۲۳۵٬۰۰۰    | نه                                                                |
| ۴۸ | اسواتینی               | آفریقا               | ۱٬۱۴۱٬۰۰۰     | نه                                                                |
| ۴۹ | تانزانیا               | آفریقا               | ۵۱٬۸۲۰٬۰۰۰    | نه                                                                |
| ۵۰ | تونگا                  | اقیانوسیه            | ۱۰۰٬۰۰۰       | نه                                                                |
| ۵۱ | ترینیداد و توباگو      | حوزه دریای کارائیب   | ۱٬۳۳۳٬۰۰۰     | بلی                                                               |
| ۵۲ | تووالو                 | اقیانوسیه            | ۱۱٬۰۰۰        | نه                                                                |
| ۵۳ | اوگاندا                | آفریقا               | ۳۷٬۸۷۳٬۲۵۳    | نه (رسمی و آموزشی)                                                |
| ۵۴ | وانواتو                | اقیانوسیه            | ۲۲۶٬۰۰۰       | نه                                                                |
| ۵۵ | زامبیا                 | آفریقا               | ۱۶٬۲۱۲٬۰۰۰    | نه                                                                |
| ۵۶ | زیمبابوه               | آفریقا               | ۱۳٬۰۶۱٬۲۳۹    | نه (استفاده به‌عنوان زبان میانجی)                                  |

| #  | کشور                | منطقه         | فهرست کشورها بر پایه جمعیت | زبان اصلی؟ |
| -- | ------------------- | ------------- | -------------------------- | ---------- |
| ۰۱ | استرالیا            | اقیانوسیه     | ۲۳٬۵۲۰٬۰۰۰                 | بلی        |
| ۰۲ | نیوزیلند            | اقیانوسیه     | ۴٬۲۹۴٬۰۰۰                  | بلی        |
| ۰۳ | بریتانیا            | اروپا         | ۶۳٬۷۰۵٬۰۰۰                 | بلی        |
| ۰۴ | ایالات متحده آمریکا | آمریکای شمالی | ۳۱۸٬۲۲۴٬۰۰۰                | بلی        |

| #  | کشور              | منطقه            | جمعیت۱      |
| -- | ----------------- | ---------------- | ----------- |
| ۰۱ | بحرین             | آسیا / خاورمیانه | ۱٬۳۷۸٬۰۰۰   |
| ۰۲ | بنگلادش           | آسیا             | ۱۵۰٬۰۳۹٬۰۰۰ |
| ۰۳ | برونئی            | آسیا             | ۴۱۵٬۷۱۷     |
| ۰۴ | قبرس              | اروپا            | ۱٬۱۴۱٬۱۶۶   |
| ۰۵ | اریتره            | آفریقا           | ۶٬۲۳۴٬۰۰۰   |
| ۰۶ | اتیوپی            | آفریقا           | ۸۵٬۰۰۰٬۰۰۰  |
| ۰۷ | اسرائیل           | آسیا / خاورمیانه | ۸٬۰۵۱٬۲۰۰   |
| ۰۸ | اردن              | آسیا / خاورمیانه | ۹٬۸۸۲٬۴۰۱   |
| ۰۹ | کویت              | آسیا / خاورمیانه | ۴٬۳۴۸٬۳۹۵   |
| ۱۰ | مالزی             | آسیا             | ۳۰٬۰۱۸٬۲۴۲  |
| ۱۱ | قطر               | آسیا / خاورمیانه | ۲٬۶۷۵٬۵۲۲   |
| ۱۲ | سری‌لانکا          | آسیا             | ۲۰٬۲۷۷٬۵۹۷  |
| ۱۳ | امارات متحده عربی | آسیا / خاورمیانه | ۵٬۷۷۹٬۷۶۰   |

البذرات

## سرزمین‌های غیرمستقل
| #  | قومیت                      | منطقه              | جمعیت۱    |
| -- | -------------------------- | ------------------ | --------- |
| ۰۱ | آکراتاری و داکیلیا         | اروپا              | ۱۵٬۷۰۰    |
| ۰۲ | ساموای آمریکا11            | اقیانوسیه          | ۶۷٬۷۰۰    |
| ۰۳ | آنگویلا                    | حوزه دریای کارائیب | ۱۳٬۱۰۱    |
| ۰۴ | برمودا9                    | آمریکای شمالی      | ۶۵٬۰۰۰    |
| ۰۵ | جزایر ویرجین بریتانیا      | حوزه دریای کارائیب | ۲۳٬۰۰۰    |
| ۰۶ | جزایر کیمن                 | حوزه دریای کارائیب | ۴۷٬۰۰۰    |
| ۰۷ | کوراسائو                   | حوزه دریای کارائیب | ۱۵۰٬۵۶۳   |
| ۰۸ | جزایر فالکلند              | اطلس جنوبی         | ۳٬۰۰۰     |
| ۰۹ | جبل طارق                   | اروپا              | ۲۹٬۲۵۷    |
| ۱۰ | گوآم4                      | اقیانوسیه          | ۱۷۳٬۰۰۰   |
| ۱۱ | هنگ کنگ2                   | آسیا               | ۷٬۰۹۷٬۶۰۰ |
| ۱۲ | جزیره من8                  | اروپا              | ۸۰٬۰۵۸    |
| ۱۳ | جرزی6                      | اروپا              | ۸۹٬۳۰۰    |
| ۱۴ | جزیره نورفک                | استرالیا           | ۱٬۸۲۸     |
| ۱۵ | جزایر ماریانای شمالی7      | اقیانوسیه          | ۵۳٬۸۸۳    |
| ۱۶ | جزایر پیت‌کرن13             | اقیانوسیه          | ۵۰        |
| ۱۷ | پورتوریکو3                 | حوزه دریای کارائیب | ۳٬۹۹۱٬۰۰۰ |
| ۱۸ | سنت مارتین                 | حوزه دریای کارائیب | ۴۰٬۹۰۰    |
| ۱۹ | جزایر تورکس و کایکوس       | حوزه دریای کارائیب | ۲۶٬۰۰۰    |
| ۲۰ | جزایر ویرجین ایالات متحده5 | حوزه دریای کارائیب | ۱۱۱٬۰۰۰   |

| #  | قومیت                      | منطقه              | جمعیت۱ |
| -- | -------------------------- | ------------------ | ------ |
| ۰۱ | قلمرو اقیانوس هند بریتانیا | اقیانوس هند        | ۳٬۰۰۰  |
| ۰۲ | گرنزی10                    | اروپا              | ۶۱٬۸۱۱ |
| ۰۳ | مونتسرات                   | حوزه دریای کارائیب | ۵٬۹۰۰  |
| ۰۴ | سینت هلینا                 | اطلس جنوبی         | ۵٬۶۶۰  |

| #  | قومیت          | منطقه     | جمعیت۱ |
| -- | -------------- | --------- | ------ |
| ۰۱ | جزیره کریسمس12 | استرالیا  | ۱٬۵۰۸  |
| ۰۲ | جزایر کوکوس    | استرالیا  | ۵۹۶    |
| ۰۳ | توکلائو        | اقیانوسیه | ۱٬۴۰۰  |

## تقسیمات کشوری
فهرست زیر تقسیمات کشوریی را نشان می‌دهد که در آن‌ها انگلیسی زبان رسمی است ولی در کشورهای مربوط به این آن‌ها انگلیسی زبان رسمی نیست.  
| زیربخش                                            | کشور                | منطقه              | جمعیت      |
| ------------------------------------------------- | ------------------- | ------------------ | ---------- |
| آلاباما                                           | ایالات متحده آمریکا | آمریکای شمالی      | ۴٬۸۳۳٬۷۲۲  |
| آلاسکا                                            | ایالات متحده آمریکا | آمریکای شمالی      | ۷۳۵٬۱۳۲    |
| آریزونا                                           | ایالات متحده آمریکا | آمریکای شمالی      | ۶٬۶۲۶٬۶۲۴  |
| آرکانزاس                                          | ایالات متحده آمریکا | آمریکای شمالی      | ۲٬۹۵۹٬۳۷۳  |
| کالیفرنیا                                         | ایالات متحده آمریکا | آمریکای شمالی      | ۳۸٬۳۳۲٬۵۲۱ |
| کلرادو                                            | ایالات متحده آمریکا | آمریکای شمالی      | ۵٬۲۶۸٬۳۶۷  |
| فلوریدا                                           | ایالات متحده آمریکا | آمریکای شمالی      | ۱۹٬۵۵۲٬۸۶۰ |
| جورجیا                                            | ایالات متحده آمریکا | آمریکای شمالی      | ۹٬۹۹۲٬۱۶۷  |
| هاوایی                                            | ایالات متحده آمریکا | اقیانوسیه          | ۱٬۴۰۴٬۰۵۴  |
| آیداهو                                            | ایالات متحده آمریکا | آمریکای شمالی      | ۱٬۶۱۲٬۱۳۶  |
| ایلینوی                                           | ایالات متحده آمریکا | آمریکای شمالی      | ۱۲٬۸۸۲٬۱۳۵ |
| ایندیانا                                          | ایالات متحده آمریکا | آمریکای شمالی      | ۶٬۵۷۰٬۹۰۲  |
| آیووا                                             | ایالات متحده آمریکا | آمریکای شمالی      | ۳٬۰۹۰٬۴۱۶  |
| کانزاس                                            | ایالات متحده آمریکا | آمریکای شمالی      | ۲٬۸۹۳٬۹۵۷  |
| کنتاکی                                            | ایالات متحده آمریکا | آمریکای شمالی      | ۴٬۳۹۵٬۲۹۵  |
| لوئیزیانا                                         | ایالات متحده آمریکا | آمریکای شمالی      | ۴٬۶۷۰٬۷۲۴  |
| ماساچوست                                          | ایالات متحده آمریکا | آمریکای شمالی      | ۶٬۷۹۴٬۴۲۲  |
| میسیسیپی (ایالت)                                  | ایالات متحده آمریکا | آمریکای شمالی      | ۲٬۹۹۱٬۲۰۷  |
| میزوری                                            | ایالات متحده آمریکا | آمریکای شمالی      | ۶٬۰۸۳٬۶۷۲  |
| مونتانا                                           | ایالات متحده آمریکا | آمریکای شمالی      | ۱٬۰۱۵٬۱۶۵  |
| نبراسکا                                           | ایالات متحده آمریکا | آمریکای شمالی      | ۱٬۸۶۸٬۵۱۶  |
| نیوهمپشر                                          | ایالات متحده آمریکا | آمریکای شمالی      | ۱٬۳۲۳٬۴۵۹  |
| کارولینای شمالی                                   | ایالات متحده آمریکا | آمریکای شمالی      | ۹٬۸۴۸٬۰۶۰  |
| داکوتای شمالی                                     | ایالات متحده آمریکا | آمریکای شمالی      | ۷۲۳٬۳۹۳    |
| ایرلند شمالی                                      | بریتانیا            | اروپا              |            |
| اکلاهما                                           | ایالات متحده آمریکا | آمریکای شمالی      | ۳٬۸۵۰٬۵۶۸  |
| سابا                                              | هلند                | حوزه دریای کارائیب | ۱٬۹۹۱      |
| مجمع‌الجزایر سن آندرس، پروویدنسیا و سانتا کاتالینا | کلمبیا              | آمریکای جنوبی      | ۷۵٬۱۶۷     |
| ساراواک                                           | مالزی               | آسیا               | ۲٬۴۷۱٬۱۴۰  |
| اسکاتلند                                          | بریتانیا            | اروپا              | ۵٬۳۱۳٬۶۰۰  |
| سینت یوستیشس                                      | هلند                | حوزه دریای کارائیب | ۳٬۸۹۷      |
| کارولینای جنوبی                                   | ایالات متحده آمریکا | آمریکای شمالی      | ۴٬۷۷۴٬۸۳۹  |
| داکوتای جنوبی                                     | ایالات متحده آمریکا | آمریکای شمالی      | ۸۴۴٬۸۷۷    |
| تنسی                                              | ایالات متحده آمریکا | آمریکای شمالی      | ۶٬۴۹۵٬۹۷۸  |
| تگزاس                                             | ایالات متحده آمریکا | آمریکای شمالی      | ۲۷٬۴۶۹٬۱۱۴ |
| یوتا                                              | ایالات متحده آمریکا | آمریکای شمالی      | ۲٬۹۰۰٬۸۷۲  |
| ویرجینیا                                          | ایالات متحده آمریکا | آمریکای شمالی      | ۸٬۲۶۰٬۴۰۵  |
| ولز                                               | بریتانیا            | اروپا              | ۳٬۰۶۳٬۴۵۶  |
| ویرجینیای غربی                                    | ایالات متحده آمریکا | آمریکای شمالی      | ۱٬۸۴۴٬۱۲۸  |
| وایومینگ                                          | ایالات متحده آمریکا | آمریکای شمالی      | ۵۸۲٬۶۵۸    |